# Пјанеле (Салерно)
Пјанеле је насеље у Италији у округу Салерно, региону Кампанија.
Према процени из 2011. у насељу је живело 88 становника. Насеље се налази на надморској висини од 541 м.